# Santa Claus Is Comin' to Town
"Santa Claus Is Comin' to Town" là một bài hát nhạc Giáng sinh. Bài hát được sáng tác bởi John Frederick Coots và Haven Gillespie năm 1934, được thu âm lần đầu cùng năm. Kể từ khi ra mắt, nhiều nghệ sĩ đã thu âm lại bài hát này, trong đó các phiên bản nổi tiếng có Bruce Springsteen, Chicago, Dolly Parton, The Jackson 5 (1970), Mariah Carey (1994) và the Beach Boys (1964).